# Cartoon Network Japán
A Cartoon Network Japán (カートゥーン ネットワーク; Hepburn: Kātūn Nettowāku; Kaatún Nettováku) a Cartoon Network rajzfilmadó japán változata, mely 1997. szeptember 1-jén indult. A székhelye Tokióban található.

## Programblokkok

### Jelenlegi programblokkok
- Boomerang – Az amerikai Boomerang televízióadó Japánban műsorblokként működik, amin a klasszikus amerikai sorozatok (pl. A Jetson család, Birdman) és klasszikus japán rajzfilmek is láthatóak, mint a Kimba the White Lion és a Triton of the Sea.
- Cartoon Midnight – Éjszakai programblokk, melyen általában művészfilmek mennek.
- Cartoon Network Popcorn – Hasonlít a magyar–román Cartoon Network Cartoon Network Mozi című programblokkjára. Korábban Cartoon Network Theatre néven ment, műsorán premierfilmek és mozifilmek láthatóak.
- Cartoonito – A 3–7 éves korosztálynak szóló műsorokat különítik el ebben a blokkban.

### Korábbi programblokkok
- Pipora Pepora – A blokk házigazdája egy mézeskalács volt és óvodásoknak szóló sorozatokat sugárzott.
- Toonami – Az Cartoon Netwoork világszerte ismert programblokkja, amiben akciósorozatokat vetített a csatorna.
- Gururi! World Tour – Különböző külföldi képregényhős-sorozatokat vetített.

## Műsorok
A műsorát félórás blokkokra osztja föl.
- Kalandra fel!
- Pindur pandúrok
- Tom és Jerry: Tengerész egerész
- Gumball csodálatos világa
- Újabb bolondos dallamok
- Moominok
- Remi, Nobody's Girl
- Treasure Island
- Ganba no Bōken
- Generátor Rex
- Ben 10: Ultimate Alien
- Ohayō! Spank
- Kaden Manzai John TV SHOW
- Tom és Jerry
- A Garfield-show
- Tintin kalandjai
- A Rózsaszín Párduc és barátai
- Pingu
- Pim & Pom
- Transformers Animated
- Time Bokan
- Chowder
- Sherlock Holmes, a mesterkopó
- Paco, Nouky & Lola
- Ben 10 és az idegen erők
- Az osztálytársam egy majom
- Batman: A bátor és a vakmerő
- Saari
- Star Wars: A klónok háborúja
- Raymond
- MuMuHug
- Backkom
- Maus-TV
- Komaneko
- Aesop's Theater
- The Naughty Naughty Pets
- The Jackson Five
- Hi Hi Puffy AmiYumi
- Tini titánok
- Mini Moo Moo
- Dr. Seuss történetek
- The Scooby & Scrappy-Doo/Puppy Hour
- Szilveszter és Csőrike kalandjai
- The Batman
- Szamuráj Jack
- Az igazság ligája
- Jungle Emperor
- Jonny Quest
- Symfollies
- Süsü keselyűk
- Superman
- Frankenstein Jr. & The Impossibles
- Gazoon
- Capelito
- Szuperdod kalandjai
- Droopy, a mesterdetektív
- Shazzan
- Foxi Maxi
- Flúgos futam
- Oggy és a svábbogarak
- Dexter laboratóriuma
- Demasita! Powerpuff Girls Z
- The Triplets
- Ganso Tensai Bakabon
- Birdman and the Galaxy Trio
- The Funky Phantom
- Tom és Jerry gyerekshow
- Tom és Jerry újabb kalandjai
- Josie and the Pussycats
- Bolondos dallamok
- Speed Buggy
- Batman: A rajzfilmsorozat
- Papillon et Mamillon
- Secret Squirrel
- Billy és Mandy kalandjai a kaszással
- A World of Peter Rabbit and Friends
- A Rózsaszín Párduc Show
- Foster's Home for Imaginary Friends
- Fantastic Four: World's Greatest Heroes
- Untalkative Bunny
- Princess Knight
- Ruby Gloom
- Animalia
- Camp Lazlo
- Ed, Edd n Eddy
- Gatchaman
- Waynehead
- Class of 3000
- Bugs and Daffy
- Anpanman
- Jankenman
- Krypto The Superdog
- Wally Gator
- Dragon Ball Z
- Sailor Moon
- Herculoids
- Peanuts (1979)
- Pokémon
- Top Cat

## Fordítás
- Ez a szócikk részben vagy egészben  a   Cartoon Network (Japan) című angol Wikipédia-szócikk fordításán alapul.  Az eredeti cikk szerkesztőit annak laptörténete sorolja fel. Ez a jelzés csupán a megfogalmazás eredetét és a szerzői jogokat jelzi, nem szolgál a cikkben szereplő információk forrásmegjelöléseként.